# 초왕 경구
경구(景駒, ?-기원전 208)는 미성(芈姓) 경씨(景氏)의 초(楚)의 공족(公族)이다. 진(秦) 말기 농민 반란 시기에 초 대사마(大司馬) 진가(秦嘉)가 옹립하여 진 2세 황제 호해(胡亥) 2년(기원전 208) 단월(端月, 정월) 초왕(楚王)에 올랐으나, 그해 4월 항량(項梁)에게 토벌되어 살해되었다.

## 생애
기원전 208년 장초(張楚) 왕 진승(陳勝)이 진(秦) 대장(大將) 장한(章邯)에게 토벌되어 패주하였으나, 후에 마부 장가(莊賈)에게 살해되었다.
단월(端月) 즉 정월, 진승의 부하 진가(秦嘉)가 진승의 생사가 불명인 상황에서 팽성(彭城, 강소성江蘇省 서주시徐州市)에서 스스로 대사마에 올라 경구를 초왕으로 옹위하였다. 경구는 유(留, 강소성 패현沛縣 동남)에서 대리 초왕이라는 의미의 '초가왕(楚假王)'이라 자칭하였다.
경구가 초왕을 칭하였을 때 초나라 사람들과 제(齊)나라 사람들은 모두 진승의 생사와 소재를 몰랐다. 경구는 공손경(公孫慶)을 제왕(齊王) 전담(田儋)에게 사신으로 파견하여 전담에게 출병하여 초와 함께 진을 공격하도록 설득하였으나, 전담은 거절하면서 '듣기에 진승 대왕이 패전하여 생사를 모르는데 초나라는 어째서 청하지 않고 경구를 초왕으로 삼았는가'라고 꾸짖었다. 공손경은 '제나라가 왕을 세워도 초나라에게 청하지 않는데 어째서 초나라가 왕을 세우면서 제나라에 청해야 하는가? 그리고 초나라는 이전에 먼저 난을 일으킨 나라이니 천하를 호령해야 한다'고 반박했다. 전담은 대노하여 공손경을 죽였다.
4월, 항량이 부하 군관에게 선고하며, '진승 대왕은 이전에 난을 일으켜 전쟁에서 패하고 행방이 불명되었는데, 경구와 진가는 진승 대왕을 배반하였으니 대역무도하다'고 하며, 군대를 파견하여 진가를 격파하고 살해하였으며, 경구는 양(梁)(즉 위魏나라)으로 도주하여 죽었다.

## 같이 보기
- 오광
- 진가
- 진승·오광의 난
- 진승